# 앨리슨 이라히타
앨리슨 이라히타(Allison Iraheta, 1992년 4월 27일 ~ )는 미국의 가수로, 《아메리칸 아이돌 시즌 8》의 4위이다.